# 大興安嶺・オロチョン空港
大興安嶺・オロチョン空港（英語: Daxing'anling Oroqen Airport、中国語: 大兴安岭鄂伦春机场）は、中華人民共和国黒竜江省大興安嶺地区に位置する民間空港。

かつては「ジャグダチ嘎仙空港」という名称であり、その頃の名残から現在でも当空港は「ジャグダチ空港」と呼ばれることがある。

## 沿革
- 1970年頃：当空港の前身となる「加格达奇航空护林站」が設立される。当時は森林保護が主な目的となっており旅客営業などは行われていなかった[3]。
- 2012年6月18日：ジャグダチ嘎仙空港(加格达奇嘎仙机场)に改称。旅客営業を開始する[4]。
- 2021年2月25日：現在の名称になる[2]。

## 就航航空会社と就航路線
| 航空会社     | 就航地                               |
| ------------ | ------------------------------------ |
| 成都航空     | ハルビン、漠河、ハイラル、ウランホト |
| 中国東方航空 | ハルビン、北京/大興、大連、上海/浦東 |